# مارتي بوكر
مارتي بوكر (بالإنجليزية: Marty Booker)‏ هو لاعب كرة قدم أمريكية أمريكي، ولد في 31 يوليو 1976 في Marrero, Louisiana ‏ في الولايات المتحدة.

## وصلات خارجية
- مارتي بوكر على موقع مرجع كرة القدم المحترفة.كوم (الإنجليزية)